# Клекачка перистая
Клека́чка пе́ристая (лат. Staphýlea pinnáta) — вид кустарников или небольших деревьев рода Клекачка (Staphylea) семейства Клекачковые (Staphyleaceae) из Юго-Восточной Азии, Америки и Европы.

## Распространение и экология
Средиземноморское растение, произрастает на всей территории Европы, встречается в Турции.
На территории России распространено в европейской части и на Кавказе.
Растёт в широколиственных лесах, по опушкам.

## Ботаническое описание

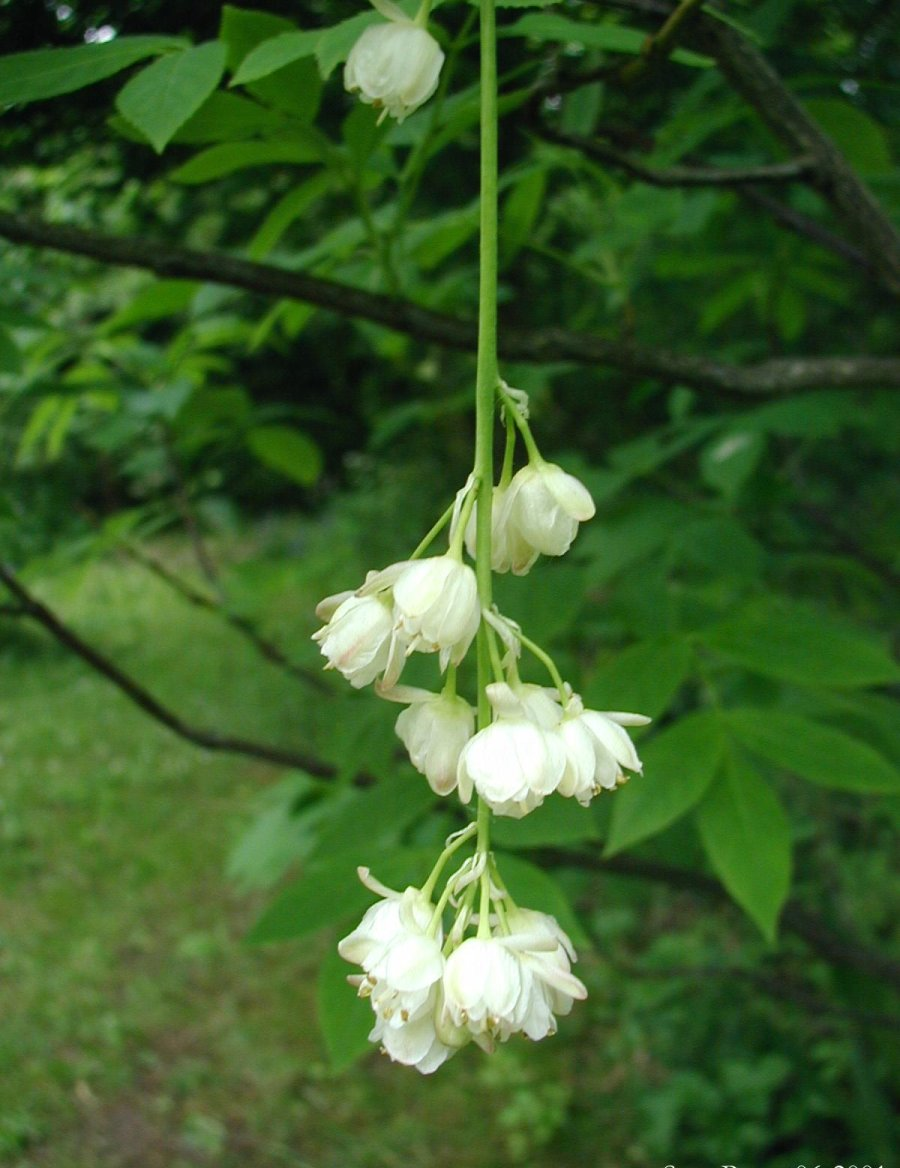
Соцветие.

Кустарник или небольшое дерево с голыми зелёными однолетними побегами и жёлто-бурыми ветвями, высотой до 5 м.
Листья длинночерешковые, из 5—7 листочков; листочки продолговато-яйцевидные или эллиптические, мелкопыльчатые по краю, сверху тёмно-зелёные, снизу светлее, основание округло-клиновидное, длинно-заострённое; молодые боковые листочки сидячие, верхушечный листочек на черешке.
Соцветие — продолговатая или яйцевидная кисть. Чашелистики яйцевидные, снаружи слегка розоватые, лепестки белые, одинаковой длины с чашелистиками, но более узкие, тычинки с голыми или редко с волосистыми нитями.
Плод — широкообратнояйцевидная, одно- или двусемянная коробочка. Семена блестящие, бурые.
Цветёт в мае. Плоды созревают в июле—сентябре.

## Значение и применение

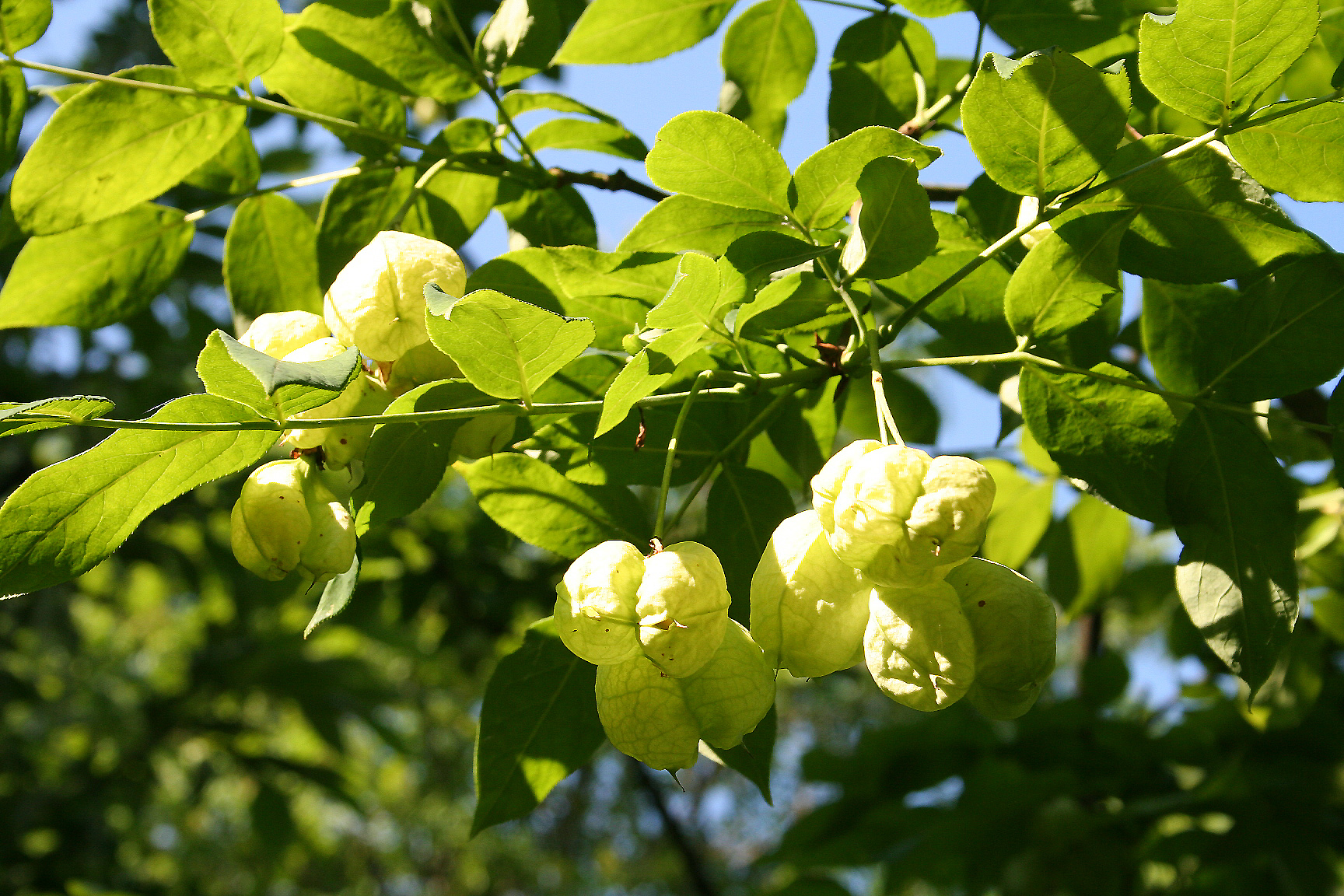
Плоды.

Семена содержат жирное масло, напоминающее по вкусу масло фисташки. Поджаренные зрелые орешки едят как лакомство. Бутоны употребляют в пищу квашеными — это хорошая пряно-вкусовая добавка к салатам.
Ценный медонос.
Из коры добывают красную краску.
Используется как декоративное растение, его часто разводят в садах, парках, лесополосах.

## Таксономия
Вид Клекачка перистая входит в род Клекачка (Staphylea) семейства Клекачковые (Staphyleaceae) порядка Кроссосомоцветные (Crossosomatales).
|  |                                      |  |                                                             |                                                             |                       |  | ещё 2 семейства (согласно Системе APG II) | ещё 2 семейства (согласно Системе APG II) |                       |  |  |  | 10—11 видов |
|  |                                      |  |                                                             |                                                             |                       |  | ещё 2 семейства (согласно Системе APG II) | ещё 2 семейства (согласно Системе APG II) |                       |  |  |  | 10—11 видов |
|  |                                      |  |                                                             | порядок Кроссосомоцветные                                   |                       |  |                                           |                                           | род Клекачка          |  |  |  |             |
|  |                                      |  |                                                             | порядок Кроссосомоцветные                                   |                       |  |                                           |                                           | род Клекачка          |  |  |  |             |
|  | отдел Цветковые, или Покрытосеменные |  |                                                             |                                                             | семейство Клекачковые |  |                                           |                                           | вид Клекачка перистая |  |  |  |             |
|  | отдел Цветковые, или Покрытосеменные |  |                                                             |                                                             | семейство Клекачковые |  |                                           |                                           |                       |  |  |  |             |
|  |                                      |  | ещё 44 порядка цветковых растений (согласно Системе APG II) | ещё 44 порядка цветковых растений (согласно Системе APG II) |                       |  |                                           | ещё 2 рода                                | ещё 2 рода            |  |  |  |             |
|  |                                      |  |                                                             | ещё 44 порядка цветковых растений (согласно Системе APG II) |                       |  |                                           |                                           | ещё 2 рода            |  |  |  |             |